# Biała (gmina w powiecie brzezińskim)
Biała – dawna gmina wiejska istniejąca w latach 1859–1954 w Łódzkiem. Siedzibą władz gminy była Biała.
Gmina powstała w 1859 roku w Królestwie Kongresowym na mocy ukazu carskiego z 16 marca 1859 roku, a po jego podziale na powiaty i gminy z początkiem 1867 roku gmina weszła w skład powiatu brzezińskiego w guberni piotrkowskiej.
W 1919 roku gmina weszła w skład woj. łódzkiego. W 1933 roku rozszerzono uprawnienia samorządowe gminy. Podczas okupacji gmina należała do dystryktu radomskiego (w Generalnym Gubernatorstwie). Po zakończeniu II wojny światowej utworzona została Gminna Rada Narodowa w Białej a w 1950 roku funkcję wykonawczą Zarządu Gminnego przejęło Prezydium Gminnej Rady Narodowej.
Według stanu z dnia 1 lipca 1952 roku gmina składała się z 8 gromad: Biesiekierz Nawojowy, Biesiekierz Rudny, Biała, Gozdów, Jasionka, Kębliny, Pludwiny i Warszyce. Jednostka została zniesiona 29 września 1954 roku wraz z reformą wprowadzającą gromady w miejsce gmin. Z obszaru gminy utworzono Gromadzkie Rady Narodowe. Po reaktywowaniu gmin z dniem 1 stycznia 1973 roku gminy nie przywrócono, a jej dawny obszar wszedł głównie w skład gminy Zgierz.